# Chi Ursae Majoris
Taiyangshou  eller Chi Ursae Majoris (χ Ursae Majoris, förkortat Chi Uma, χ UMa) som är stjärnans Bayer-beteckning, är en ensam stjärna i den mellersta delen av stjärnbilden Stora Björnen. Den har en skenbar magnitud på +4,38 och är synlig för blotta ögat där ljusföroreningar ej förekommer. Baserat på parallaxmätningar i Hipparcos-uppdraget på 17,8 mas beräknas den befinna sig på ca 184 ljusårs (56 parsek) avstånd från solen.

## Nomenklatur
Chi Ursae Majoris har det traditionella namnet Tai Yang Show, "solens härskare", från kinesisk astronomi. Namnet kan möjligen härstamma från ordet 太陽 守, Pinyin: Tàiyángshǒu, vilket betyder ”solens beskyddare”, eftersom stjärnan markerar sig själv och står ensam i asterismen "Solens vakt". Den har också traditionella namn med arabiskt ursprung: Alkafzah, Alkaphrah och El Koprah. År 2016 organiserade Internationella astronomiska unionen en arbetsgrupp för stjärnnamn (WGSN) med uppgift att katalogisera och standardisera riktiga namn för stjärnor. WGSN fastställde i juni 2017 namnet Taiyangshou för Chi Ursae Majoris, vilket nu ingår i listan över IAU-godkända stjärnnamn.

## Egenskaper
Chi Ursae Majoris är en röd till orange jättestjärna  av spektralklass K0.5 IIIb. Den har en massa som är omkring 50 procent större än solens massa, en radie som är ca 21 gånger större än solens och utsänder ca 158 gånger mera energi än solen från dess fotosfär vid en effektiv temperatur på ca 4 400 K.
Chi Ursae Majoris är en eruptiv variabel av RS Canum Venaticorum-typ (RS) av magnitud +4,38 med variationer i en amplitud av 0,01.